# بخش کمپ کریک (شهرستان پیک، اوهایو)
بخش کمپ کریک (به انگلیسی: Camp Creek Township) یک منطقهٔ مسکونی در ایالات متحده آمریکا است که در شهرستان پایک، اوهایو واقع شده‌است.
 بخش کمپ کریک ۷۱٫۰ کیلومتر مربع مساحت و ۹۵۱ نفر جمعیت دارد و ۲۳۵ متر بالاتر از سطح دریا واقع شده‌است.